# Heraeus Bildungsstiftung
Die Heraeus Bildungsstiftung (Bertha Heraeus und Kathinka-Platzhoff-Stiftung) ist eine gemeinnützige Stiftung des bürgerlichen Rechts mit Sitz in Hanau und Gesellschafterin des Familienunternehmens Heraeus. Sie setzt sich seit 1965 für Bildungsthemen ein und konzentriert sich seit mehr als 20 Jahren auf Führungs- und Strategiefragen sowie Personal- und Organisationsentwicklung in Schulen. Im Fokus steht die Zukunftsfähigkeit von Schulen in Deutschland.

## Tätigkeit
Die Stiftung bietet Schulleitungen, Lehrkräften und Schulaufsichtsbeamten Qualifizierungen u. a. in den Bereichen Leadership, Beziehungskultur an Schulen, Kommunikation, digitaler Wandel und Lerncoaching an. Weiterhin ist sie Kooperationspartner und Auftragnehmer von Kultusministerien und Landesinstituten. Mit ihren bundesweiten Veranstaltungen unterstützte sie im Jahr 2022 ca. 9.000 Schulleiter und Lehrkräfte in ihrer Arbeit. Seit 2017 wird sie vom Hessischen Kultusministerium mit der Qualifizierung für Schulleiter in Hessen (VA-QSH-SL) beauftragt, andere Bundesländer folgten mit eigenen Programmen. Mit dem Deutschen Philologenverband veranstaltet sie den bundesweiten Wettbewerb „Deutscher Lehrkräftepreis – Unterricht innovativ“.

## Geschichte
Gegründet wurde die Stiftung im Jahr 1965 durch Bertha Heraeus (1875–1967), Schwiegertochter des Hanauer Unternehmers Wilhelm Carl Heraeus, mit dem ursprünglichen Ziel, finanziell benachteiligten Kindern den Zugang zur Bildung zu ermöglichen. Zustiftungen erhielt die Stiftung 1976 durch Kathinka Platzhoff (1896–1981) und 1981 durch Clara André (1893–1981), beides geborene Heraeus. Seit 1976 trägt die Stiftung den Namen Bertha Heraeus und Kathinka Platzhoff Stiftung. Sie erhielt jedoch im Jahr 2010 im Zuge einer Neupositionierung den Namenszusatz Heraeus Bildungsstiftung, wie sie sich fortan nennt. Die Stiftung ist Mitglied im Stiftungsnetzwerk Initiative Frankfurter Stiftungen sowie im Bundesverband Deutscher Stiftungen.

## Vorstand, Beirat und Botschafter
Die Stiftung wird durch einen ehrenamtlich tätigen Vorstand und einem hauptamtlichen Geschäftsführer geleitet. Zum 31. Dezember 2016 trat Jürgen Heraeus, der seit Stiftungsgründung Vorstandsmitglied der Heraeus Bildungsstiftung war, aus dem Vorstand aus. Von 2008 bis 2023 hatte Beate Heraeus den Vorsitz des Vorstands inne. Den aktuellen Stiftungsvorstand leitet Alexandra Heraeus (Vorsitzende).
Die Arbeit der Stiftung wird von einem Stiftungsbeirat begleitet. Dem Gremium gehören Persönlichkeiten aus Wissenschaft, Politik, Gesellschaft, Wirtschaft und Schulwesen an. Ziel ist es, den Stiftungsgedanken „Persönlichkeit macht Schule“ stärker im öffentlichen Bewusstsein zu verankern. Gemeinsam mit dem Vorstand und der Geschäftsführung soll der Beirat aktuelle Themen der Bildungspolitik und deren gesellschaftliche Auswirkungen diskutieren und die Stiftung beratend begleiten. Seit 1. April 2023 leitet die ehemalige Vorstandsvorsitzende Beate Heraeus den Beirat.
„Stiftungsbotschafter“ sind seit 2015 der Fußball-Weltmeister Philipp Lahm, seit 2018 der Kabarettist und Wissenschaftsjournalist Eckart von Hirschhausen. und seit 2020 der TV-Moderator Willi Weitzel.